# مزاحم (فیلم ۱۳۸۰)
مزاحم فیلمی به کارگردانی سیروس الوند، نویسندگی خشایار الوند و تهیه‌کنندگی سیروس الوند و داریوش بابائیان محصول سال ۱۳۸۰ است. این فیلم در فروردین ۱۳۸۱ بر روی پرده سینما رفت.

## خلاصه فیلم
نیما دادگر که بازیگری محبوب و سرشناس است مدتی است که با بازیگری جوان به نام غزال ازدواج کرده است. نیما مشغول یک پروژه‌ی فیلمبرداری است که تلفن‌های مشکوک زیادی به خانه‌ی آنها باعث ناراحتی نیما و غزال می‌شود. فردِ مزاحم که صدایی زنانه دارد تنها با نیما صحبت می کند و تا چندین روز هیچ نشانی از خود بروز نمی دهد؛ همین موضوع باعث مشکوک شدن غزال به همسرش نیما می‌شود اما ماجرا به گونه ای که مربوط به گذشته‌ی آنهاست پیش میرود و...

## جشنواره‌ها

### خانه سینما
مزاحم در ششمین دوره جشن خانه سینما (۱۳۸۱) در بخش بهترین چهره پردازی (عاطفه رضوی - مهرداد شکرآبی) کاندید تندیس زرین بوده‌است.

### جشنواره فیلم فجر
این فیلم در بیستمین دوره جشنواره فیلم فجر در بخش بهترین فیلمبرداری (علی الهیاری) کاندید دریافت سیمرغ بلورین بوده‌است.

### جشنواره فیلم مومبای
همچنین فیلم مزاحم در ششمین دوره جشنواره بین‌المللی فیلم مومبای هند (۱۳۸۲) حضور داشته‌است.